# Municipio de Spruce Grove (condado de Beltrami)
El municipio de Spruce Grove (en inglés: Spruce Grove Township) es un municipio ubicado en el condado de Beltrami en el estado estadounidense de Minnesota. En el año 2020 tenía una población de 48 habitantes y una densidad poblacional de 0,54 personas por km².

## Geografía
El municipio de Spruce Grove se encuentra ubicado en las coordenadas 48°19′24″N 95°24′00″O / 48.32333, -95.40000. Según la Oficina del Censo de los Estados Unidos, el municipio tiene una superficie total de 89,48 km², todos los cuales corresponden a tierra firme.

## Demografía
Según el censo de 2010, había 55 personas residiendo en el municipio de Spruce Grove. La densidad de población era de 0,61 hab/km². De los 55 habitantes, el municipio de Spruce Grove estaba compuesto por el 100% blancos.